# Фоджанський діалект
Фоджанський діалект — це романська мова, яка відноситься до континууму південноіталійських діалектів [1] . Його класифікують як діалект північноапулійського або дауно-апенінського типу. Ним розмовляють у місті Фоджа та в населених пунктах поряд.

## Історія

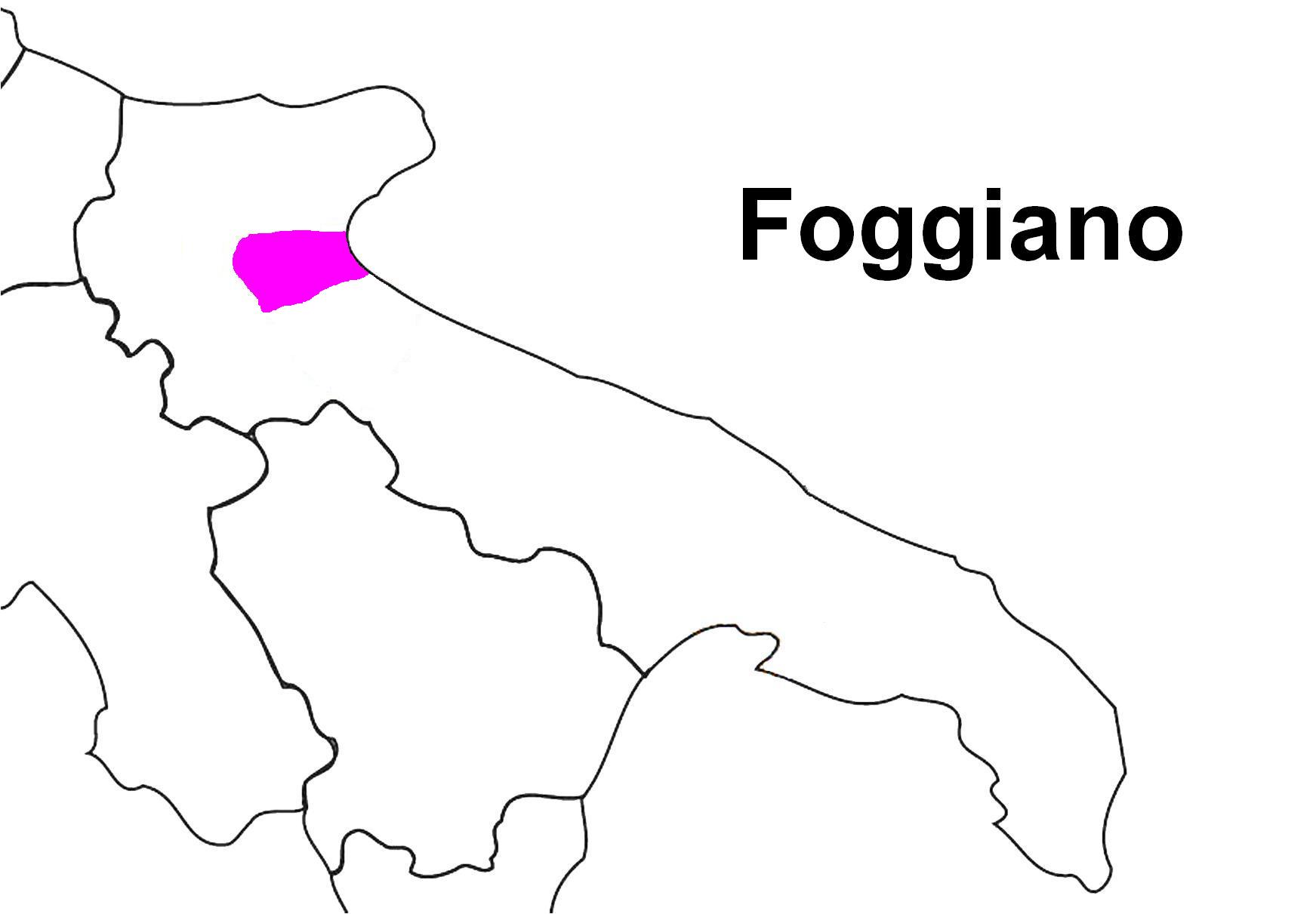
Територія розповсюдження діалекту Фоджі

Народження міста Фоджа, а отже, пов'язаного з ним діалекту, датується 11 століттям, під час норманського панування в цьому регіоні. Однак для того, щоб він набув певного значення в цьому регіоні, ми повинні дочекатися XII століття, з Фрідріхом II Швабським: починаючи з цього моменту Фоджа стала важливим бюрократичним центром, пов'язаним із тваринництвом, центральне місце міста в якому стало помітним у 1447 році через встановлення овечої митниці (Regia dogana della mena delle pecore di Puglia) . Ці події мали велике значення для подальшого розвитку мови: великий приплив пастухів, особливо з Абруццо, у поєднанні з важливістю місцевих ярмарок, спричинили його еволюцію.
Пізніше місту довелося зазнати кількох криз, таких як землетрус 1731 року та припинення відгінного тваринництва, що підірвало його економічну важливість. Мовна зміна, яка стала результатом цих подій, полягала в наближенні до інших апулійських діалектів, зберігаючи при цьому значні неаполітанські елементи (набуті під час перебування в Неаполітанському королівстві) та інші, які все ще мають походження з регіону Абруццо: для неаполітанського впливу, наприклад форма jämë (іт. andiamo — пішли), на противагу sciamë, типовому для інших апулійських діалектів; для тих, хто має відношення до абрусців, розгляньте форму u sëjë (іт. lo sai — ти знаєш). Існують також різні спорідненості з сусіднім, але більш древнім діалектом Лучери.

## Фонетика
Неможливо транскрибувати фоджанський даілект за допомогою літер італійської мови, оскільки італійська мова має сім голосних звуків, тоді як діалект Фоджа розпізнає чотирнадцять голосних, включаючи алофони . (Ми будемо використовувати " ë " для scevà, тихого голосного).

### Голосні
Фоджанський діалект визнає свій вокалізм у найпоширенішій латинській системі голосних, спільній для вихідної групи, тобто прото-романської групи із семи голосних, у якій результати короткого I та O поєднуються з результатами довгих I та O, що є спільними для італійської мови . Тому такі слова, як neve (сніг), від латинського nivem, і seta (шовк), від латинського seta, зберігають той самий результат голосних, що й в італійській мові. Поки gallina (курка) змінюється в i. Для порівняння: у сицилійській мові ми маємо: jaddina, nivi, sita. Таким чином, типи uva, nucem, hora, які в сицилійській мові переходять в u, тоді як в італійській і тосканській мовах вони засновані на u і закритому o.
У діалекті Фоджі використання іншої голосної за допомогою метафонези (зміни голосної через вплив іншої голосної) викликає протиставлення чоловічого роду жіночому, однини множині та між різними особами дієслова, для яких сказано:
- purchë (іт. porco — свинина чол. роду) на противагу porchë (іт. porca — свинина жіноч. роду);
- déndë (іт. dente — зуб) протиставляється dindë (іт. denti — зуби);
- vévë (іт. bevo — я п'ю) на відміну від vívë (іт. bevi — ти п'єш).

Таким чином, ті самі голосні зазнають змін у самій назві відносно італійської мови: таким чином слово vento (вітер) стає vindë .
Але в ландшафті голосних, безсумнівно, домінує ненаголошений голосний ë (scevà): у слові dëlëcätë (іт. delicato — делікатний) він присутній не менше ніж тричі. Також важливо пам'ятати, що а з наголосом (ä) передбачає звук закритого центрального голосного [ɨ] (також є в румунській мові, де пишеться â або î):
- malätë (іт. malato — хворий), chäpe (іт. testa — голова);

Винятком із цього правила є випадки, коли наголос «а» стоїть у кінці слова:
- magnà (іт. mangiare — їсти), purtà (іт. portare носити).

Звуки е і закрите о є сторонніми для вокального ландшафту діалекту. З іншого боку, він має три i і три u: quillë (іт. quello — те), littë (іт. letto читай, і дуже закритий) і gallinë (іт. gallina — курка, майже один і дуже закритий);
uvë (іт. uva — виноград), fuchë (іт. fuoco — вогонь, u закритий) і bruttë (іт. brutto — потворний, майже один звук о дуже закритий).

### Приголосні
Що стосується приголосних, то діалект має характерні для всієї території характеристики, такі як соноризація глухих приголосних після носового: p, c і t стають відповідно b, g і d :
- cumbagnë (іт. compagno — товариш);
- angorë (іт. ancora — знову);
- dendë (іт. dente зуб).

Також ns змінюється, стаючи nz (nen zaccë, іт. non so — я не знаю).